# Forrest Griffin
Forrest Griffin, född 1 juli 1979 i Columbus, Ohio, USA, är en amerikansk utövare av mixed martial arts. Han var tidigare mästare i Ultimate Fighting Championships lätta tungviktsklass. Griffin är också känd från den amerikanska dokusåpan The Ultimate Fighter där han under första säsongen var en av de tävlande och under sjunde säsongen en av de två lagledarna. 

## Biografi
Forrest Griffin är född i Columbus, Ohio men uppvuxen i delstaten Georgia. Han har en examen i statsvetenskap från University of Georgia och har också en tid arbetat som polis, vid sidan av studierna. 

## Karriär inom MMA
Griffins väg in i UFC var genom den första upplagan av dokusåpan The Ultimate Fighter 2005. I slutet av denna serie besegrade han Stephan Bonnar och blev därmed seriens första mästare i lätt tungvikt. Sin första match i UFC gick han mot Bill Mahood, Griffin vann via rear naked choke. I sin andra match möte han Australiensaren Elvis Sinosic, Forrest van på TKO. Sin tredje match gick Griffin mot tidigare mästaren Tito Ortiz i UFC 59. En match Griffin förlorade på poäng. Nästa match, under UFC 62, ställdes Griffin åter mot Stephan Bonnar och vann. Därefter kom ytterligare en förlust, denna gång mot Keith Jardine under UFC 66. Under UFC 72 besegrade han Hector Ramirez. 

### Griffin mot Rua
Efter sina inledande matcher i UFC fick Griffin nu chansen att gå en match mot pridemästaren Mauricio Rua i UFC 76. Rua var förhandsfavoriten hos de flesta bedömare, men Griffin lyckades vinna på en strypning i slutet av tredje ronden. Denna vinst gjorde att Griffin nu skulle få chansen att gå en match om titelbältet mot Quinton Jackson

### Griffin mot Jackson
5 juli 2008, under UFC 86, gick så titelmatchen av stapeln i Las Vegas. Matchen gick alla fem ronderna ut och var en relativt jämn tillställning. Domarna beslöt enhälligt att ge Griffin segern.

### Griffin mot Evans
Griffins nästa match skulle vara mot den obesegrade Rashad Evans. Denna match var Griffin första titel försvar.
Rond ett och två vann Griffin men i tredje ronden lyckades Evans vinna via teknisk knockout.

## Mixed martial arts tävlingsfacit
| Resultat | Motståndare           | Metod                         | Event                                      | Datum              | Rond | Tid  | Plats                                     | Noteringar                                                     |  |
| Förlust  | Maurício Rua          | KO (slag)                     | UFC 134                                    | 27 augusti 2011    | 1    | 1:53 | Rio de Janeiro, Brasilien                 |                                                                |  |
| Vinst    | Rich Franklin         | Decision (unanimous)          | UFC 126                                    | 5 februari 2011    | 3    | 5:00 | Las Vegas, USA                            |                                                                |  |
| Vinst    | Tito Ortiz            | Decision (split)              | UFC 106: Ortiz vs Griffin 2                | 21 november 2009   | 3    | 5:00 | Las Vegas, USA                            |                                                                |  |
| Förlust  | Anderson Silva        | KO                            | UFC 101: Declaration                       | August 8, 2009     |      |      | Philadelphia, Pennsylvania, USA           | Anderson Silva gick upp till lätt tungvikt-klassen för matchen |  |
| Förlust  | Rashad Evans          | TKO (Strikes)                 | UFC 92: The Ultimate 2008                  | December 27, 2008  | 3    | 2:46 | Las Vegas, Nevada, USA                    | Blev av med mästartiteln Vann Fight of the Night               |  |
| Vinst    | Quinton Jackson       | Decision (unanimous)          | UFC 86: Jackson vs. Griffin                | July 5, 2008       | 5    | 5:00 | Las Vegas, Nevada, USA                    | Blev UFC-mästare i lätt tungvikt Vann Fight of the Night       |  |
| Vinst    | Mauricio Rua          | Submission (rear naked choke) | UFC 76: Knockout                           | September 22, 2007 | 3    | 4:45 | Anaheim, California, USA                  | Vann Submission of the Night                                   |  |
| Vinst    | Hector Ramirez        | Decision (unanimous)          | UFC 72: Victory                            | June 16, 2007      | 3    | 5:00 | Belfast, Northern Ireland, United Kingdom |                                                                |  |
| Förlust  | Keith Jardine         | TKO (strikes)                 | UFC 66: Liddell vs. Ortiz                  | December 30, 2006  | 1    | 4:41 | Las Vegas, Nevada, USA                    |                                                                |  |
| Vinst    | Stephan Bonnar        | Decision (unanimous)          | UFC 62: Liddell vs. Sobral                 | August 26, 2006    | 3    | 5:00 | Las Vegas, Nevada, USA                    |                                                                |  |
| Förlust  | Tito Ortiz            | Decision (split)              | UFC 59: Reality Check                      | April 15, 2006     | 3    | 5:00 | Anaheim, California, USA                  |                                                                |  |
| Vinst    | Elvis Sinosic         | TKO (strikes)                 | UFC 55: Fury                               | October 7, 2005    | 1    | 3:30 | Uncasville, Connecticut, USA              |                                                                |  |
| Vinst    | Bill Mahood           | Submission (rear naked choke) | UFC 53: Heavy Hitters                      | June 4, 2005       | 1    | 2:18 | Atlantic City, New Jersey, USA            |                                                                |  |
| Vinst    | Stephan Bonnar        | Decision (unanimous)          | The Ultimate Fighter 1 Finale              | April 9, 2005      | 3    | 5:00 | Las Vegas, Nevada, USA                    | Vann första säsongen av The Ultimate Fighter                   |  |
| Vinst    | Edson Paredao         | KO (punch)                    | Heat FC 2: Evolution                       | December 18, 2003  | 1    | 1:04 | Natal, Brasilien                          |                                                                |  |
| Förlust  | Jeremy Horn           | KO (kick)                     | IFC: Global Domination                     | September 6, 2003  | 2    | 3:40 | Denver, Colorado, USA                     |                                                                |  |
| Vinst    | Chael Sonnen          | Submission (triangle choke)   | IFC: Global Domination                     | September 6, 2003  | 1    | 2:25 | Denver, Colorado, USA                     |                                                                |  |
| Vinst    | Ebenezer Fontes Braga | Submission (rear naked choke) | Heat FC 1: Genesis                         | July 31, 2003      | 1    | (?)  | Natal, Brasilien                          |                                                                |  |
| Vinst    | Steve Sayegh          | Submission (strikes)          | KOTC 20: Crossroads                        | December 15, 2002  | 1    | 1:45 | Bernalillo, New Mexico, USA               |                                                                |  |
| Vinst    | Travis Fulton         | TKO (cut)                     | CC 1: Halloween Heat, ISCF Sanctioned      | October 26, 2002   | 1    | 5:00 | Atlanta, Georgia, USA                     |                                                                |  |
| Vinst    | Jeff Monson           | Decision (unanimous)          | WEFC 1: Bring It On, ISCF Sanctioned       | June 29, 2002      | 4    | 4:00 | Marietta, Georgia, USA                    |                                                                |  |
| Vinst    | Kent Hensley          | Submission (triangle choke)   | Battle at the Brewery, ISCF Sanctioned     | April 12, 2002     | 1    | 2:26 | Atlanta, Georgia, USA                     |                                                                |  |
| Vinst    | Jason Braswell        | Decision (split)              | RSF 7: Animal Instinct                     | January 26, 2002   | 3    | 4:00 | Lakeland, Florida, USA                    |                                                                |  |
| Vinst    | Wiehan Lesh           | Submission (rear naked choke) | Pride and Honor                            | November 24, 2001  | 1    | (?)  | Sydafrika                                 |                                                                |  |
| Förlust  | Dan Severn            | Decision (unanimous)          | RSF 5: New Blood Conflict, ISCF Sanctioned | October 27, 2001   | 3    | 4:00 | Augusta, Georgia, USA                     |                                                                |  |